# Elektron (slitina hořčíku)
Elektron je obchodní název slitiny nejméně 90 % hořčíku (Mg) a nanejvýše 10 % hliníku (Al), případně ještě s příměsí zinku (Zn) a manganu (Mn), která se dříve používala v technice jako materiál pro přesné tlakové lití.
Elektron používaný japonským císařským námořnictvem ve 40. letech 20. století jako příměs do zápalných granátů a „běžných granátů typu 3“ (3式通常弾 3-šiki cúdžódan, též san-šiki dan) měl složení 90 % hořčíku, 3 % hliníku, 3 % mědi, 2 % zinku a 2 % křemíku.

## Vlastnosti a použití
Elektron vyvinula roku 1908 německá firma Griesheim-Elektron. Slitina se vyznačuje vysokou pevností, odolností proti korozi a nízkou hustotou (1,8 g/cm3), což ji předurčuje k použití v leteckém a automobilovém průmyslu. Užívala se jako materiál pro přesné lití složitých součástek, například koster leteckých radiových přijímačů, částí motorů a dalších přístrojů. Protože je také dobře obrobitelná a rozměrově stálá, vyráběly se z ní také součástky optických přístrojů.
Hlavní nevýhodou elektronu byla vysoká hořlavost třísek, které vyvíjejí velmi vysokou teplotu (asi 2200 °C). Proto byl později elektron nahrazen variantami duralu, který má lepší tepelnou odolnost.

## Hašení
Vzhledem k vysoké teplotě hoření je hašení elektronu vodou velmi nebezpečné (při této teplotě se voda okamžitě mění na páru, která se následně ihned rozpadá na kyslík a vodík, jež mají tendenci explozivně reagovat). Z tohoto důvodu je doporučeno hasit elektron práškovými přístroji nebo pískem.